# Valencia Vail
Valencia Vail Music artist
1. ↑  VALENCIA VAIL [online], YouTube [dostęp 2025-08-20].